# Eduard III. z Collalto
Odoardo III. Collalto e San Salvatore (1747 Treviso – 1833) pocházel z rodu Collalto.
Jeho otec byl Antonio Ottavian Collalto. Odoardo III. za svého života vykonával významné funkce v Itálii. Zde byl starosta v Brescii, velitel benátského arzenálu a velitel pevnosti Palmanova. V roce 1822 byl povýšen do rakouského knížecího stavu.
Roku 1800 založil v Brtnici manufakturu na bavlnu. Prováděl úpravy svých sídel a byl také velkým mecenášem.